# Тімро (хокейний клуб)
Тімро ІК (швед. Timrå Idrottsklubben) — хокейний клуб з м. Тімро, Швеція. Виступає в чемпіонаті Швеції у Шведській хокейній лізі. Домашні ігри команда проводить на «Е-Он-Арені» (6000). Офіційні кольори клубу червоний і білий.

## Історія
Заснований у 1938 році внаслідок об'єднання клубів «Віфставарвс ІК» (виник 1928 року) та «Естрандс ІФ» (виник 1931 року). У 1966 році команда отримала свою теперішню назву. Протягом періоду з 1990 по 1995 роки клуб об'єднався з «ІФ Сундсваль» і називався «Сундсваль/Тімро Хокей» («СТ Хокей»). Але у квітні 1995 року клуби розділилися і назва «Тімро ІК» відновилася.

## Досягнення
Чемпіонат Швеції: вихід у півфінал (2 рази). 

## Відомі гравці
Найсильніші гравці різних років: 
- воротарі: Йоакім Лундстрем;
- захисники: Леннарт Сведберг;
- нападаники: Матс Неслунд, Магнус Пяяйярві-Свенссон, Генрик Зеттерберг.